# المفتي الأكبر
المفتي الأكبر هو أكبر مفتي (فقيه إسلامي) في الدولة. أنشئ المنصب في أوائل العصر الحديث في الإمبراطورية العثمانية، وتم اعتماده لاحقًا في عدد من الدول الحديثة.
المفتون والفقهاء هم المؤهلون لإصدار رأي غير ملزم (الفتوى) على نقطة من الشريعة الإسلامية (الشريعة).
في القرن الخامس عشر، اندمج مفتي الإمبراطورية العثمانية، الذين كانوا قد عملوا كعلماء مستقلين في أوقات سابقة، في بيروقراطية هرمية للمؤسسات والعلماء الدينيين. بحلول نهاية القرن السادس عشر، أصبح مفتي إسطنبول المعين من قبل الحكومة معروفًا تحت اسم شيخ الإسلام باعتباره المفتي الأكبر المسؤول عن هذا التسلسل الهرمي. قام المفتي العثماني الأكبر بعدد من المهام، ومنها تقديم المشورة للسلطان في المسائل الدينية وإضفاء الشرعية على سياسات الحكومة وتعيين القضاة. بعد حل الإمبراطورية العثمانية، تم تبني منصب المفتي العام في عدد من البلدان في جميع أنحاء العالم الإسلامي، وغالبًا ما يكون دوره توفير الدعم الديني لسياسات الحكومة. المفتي العام هو شخص معين من قبل الدولة، على الرغم من أن المنصب له طابع جماعي أو اختياري في بعض البلدان الحديثة.

## التاريخ
المفتون هم علماء دين مسلمون يصدرون فتاوى قانونية (تفسير) للشريعة (الشريعة الإسلامية). :16–20 بدأت الإمبراطورية العثمانية ممارسة منح الاعتراف الرسمي والمكانة لمفتي واحد، قبل كل شيء، باسم المفتي الأكبر. :5 أصبح المفتي الأكبر لإسطنبول منذ أواخر القرن السادس عشر بمثابة رئيس المؤسسة الدينية. وبالتالي، لم يكن بارزًا فحسب، بل كان مسؤولًا بيروقراطيًا عن مجموعة علماء الدين، وأصدر أحكامًا قانونية بشأن سياسات الدولة الهامة مثل عزل الحكام. تم استعارة هذه الممارسة لاحقًا وتكييفها من قبل مصر منذ منتصف القرن التاسع عشر. :5 من هناك، انتشر المفهوم إلى دول إسلامية أخرى، بحيث يوجد اليوم ما يقرب من 16 دولة غالبيتها من المسلمين الذين لديهم مفتي أكبر. :85 يمكن أن تختلف العلاقة بين المفتي العام لأي ولاية معينة وحكام الولاية اختلافًا كبيرًا حسب المنطقة والعصر التاريخي.

## دول تعيِّن المفتين

### بروناي
يعيّن السلطان مفتي الدولة في بروناي.

### الهند (المغول)
في الإمبراطورية المغولية، كان المفتي الأكبر مسؤولًا رسميًا.

### بيت المقدس
طوال عهد الاستعمار البريطاني، احتفظ البريطانيون بمؤسسة المفتي الأكبر في بعض المناطق الإسلامية الخاضعة لسيطرتهم ومنحوا مفتي القدس مكانة سياسية في فلسطين. خلال الحرب العالمية الأولى (1914-1918)، كان هناك اثنين من مفتي القدس، أحدهما وضعه البريطانيون والآخر وضعته الإمبراطورية العثمانية. عندما كانت فلسطين تحت الحكم البريطاني، كان المفتي العام للقدس منصبًا عينته سلطات الانتداب البريطاني. في السلطة الوطنية الفلسطينية، المنظمة الإدارية التي تأسست لحكم أجزاء من الضفة الغربية وقطاع غزة، يتم تعيين المفتي الأكبر من قبل الرئيس.

### الإمبراطورية العثمانية
في الإمبراطورية العثمانية، كان المفتي الأكبر مسؤولًا رسميًا، وكان المفتي الأكبر للقسطنطينية هو الأعلى من هؤلاء.

### المملكة العربية السعودية
يعين الملك المفتي الأكبر للمملكة العربية السعودية، الذي أنشئ منصبه في عام 1953.

### تونس
وفقًا للمادة 78 من دستور 2014، يتم تعيين المفتي العام لتونس ويمكن عزله من قبل رئيس الجمهورية.

## دول تنتخب المفتي
- أستراليا - حيث لا يتلقى مكتب المفتي الكبير أي ختم رسمي لمصادقة الحكومة (لا بؤثر دور المفتي على الحكومة أي الدولة)، يمكن انتخاب رجال الدين لهذا المنصب من قبل مجلس الأئمة الوطني الأسترالي في البلاد.[6]
- الهند - المفتي الأكبر للهند ينتخب من قبل منظمات العلماء المسلمين البارزين في البلاد ويعين من قبل الهيئة الانتخابية.

## دول بمجالس إفتاء
- يوجد في إندونيسيا نظام مفتي جماعي، يشغل فيه منصب المفتي الكبير مجلس العلماء الإندونيسي (Majelis Ulama Indonesia).[2] يمكن لهذا التجمع إصدار فتاوى.
- ماليزيا لديها أيضا نظام فريد من المفتي الجماعي. لدى تسع من الولايات الماليزية الأربعة عشر ملكية دستورية خاصة بها؛ يحكم تسعة منهم ملكهم الدستوري في حين أن البلاد يقودها ملك ينتخب من تسعة. هؤلاء الملوك التسعة يتمتعون بسلطة على الشؤون الدينية داخل دولهم: لذلك، فإن لكل واحدة من هذه الولايات التسعة مفتيها الخاص الذي يسيطر عادةً على المجلس الإسلامي أو الإدارة الإسلامية للدولة. على المستوى الوطني، تم تشكيل مجلس وطني للفتوى (مجلس الفتوى Kebangsaan) تحت إدارة النهضة الإسلامية في ماليزيا (Jabatan Kemajuan Islam Malaysia أو JAKIM). يعين JAKIM خمسة مفتيين للولايات الخمس التي ليس لها ملوك. يقوم مفتو الدول التسع الملكية، إلى جانب المسؤولين الخمسة المعينين من قبل JAKIM في المجلس الوطني للفتوى، بإصدار الفتاوى بشكل جماعي.
- سريلانكا لديها نظام للعلماء الجماعي من تقاليد الإسلام المختلفة. لدى جمعية علماء سريلانكا رئيس يشرف على القرارات ولكنه لا يتمتع بالضرورة بالصلاحيات لإلغاء أي قرارات يتخذها بقية العلماء. هذا المفهوم مشابه لنظام التحالف الديمقراطي.

## قائمة أبرز المفتين السابقين

### بيت المقدس
- محمد طاهر الحسيني، مفتي القدس الأكبر من ستينيات القرن التاسع عشر إلى عام 1908
- كامل الحسيني، مفتي القدس الأكبر من عام 1908 إلى عام 1921
- أسعد الشقيري هو المفتي الأكبر للقدس الذي عينته الإمبراطورية العثمانية خلال الحرب العالمية الأولى 1914-1918
- محمد أمين الحسيني، مفتي القدس الكبير من 1921 إلى 1948
- حسام الدين جار الله، مفتي القدس الأكبر من عام 1948 إلى عام 1954
- سليمان الجعبري، المفتي العام للقدس من 1993 إلى 1994
- عكريمة سعيد صبري، مفتي القدس في الفترة من أكتوبر 1994 إلى يوليو 2006

### المملكة العربية السعودية
- محمد بن إبراهيم آل الشيخ المفتي العام للمملكة العربية السعودية من 1953 إلى 1969
- عبد العزيز بن باز (1910-1999)، المفتي العام للمملكة العربية السعودية من 1992 إلى 1999

### بلدان أخرى
- أستراليا: تاج الدين هلالي
- بنغلاديش: أبو القاسم نوري و
- : الدكتور سيد إرشاد أحمد البخاري
- البوسنية: مصطفى سيريتش (1993 إلى 2012)
- بروناي: إسماعيل عمر عبد العزيز (مفتي الدولة الأول في بروناي)
- إندونيسيا: الشيخ عبد القادر حسن بن حسن باندونغ
- باكستان: محمد منيب الرحمن
- جنوب إفريقيا: الشيخ مفتي رادها الحق، مفتي جنوب إفريقيا
- سوريا: محمد أبو اليسر عابدين (ت 1401هـ/ 1981م)، أحمد كفتارو (ت 2004)، أحمد بدر الدين حسون.

## قائمة المفتين الحاليين

### أنظمة الحكم الأخرى
| مدخلة   | المفتي الأكبر                   | تاريخ التعيين |
| ------- | ------------------------------- | ------------- |
| القوقاز | اللهشكور باشاد                  | 1992          |
| أوروبا  | محمد شابير أحمد باتل (بالوكالة) | 2007          |